# Gawler
Gawler ist eine Stadt in South Australia, Australien mit rund 30.000 Einwohnern. Sie ist der Sitz des gleichnamigen Verwaltungsgebietes (LGA) Town of Gawler. Die Stadt liegt 42 km nördlich von Adelaide in der Nähe des bekannten Weinanbaugebiets Barossa Valley direkt am Sturt Highway. Topographisch liegt Gawler am Zusammenfluss des North- und South Para River, die hier den gleichnamigen Gawler River bilden.

## Geschichte

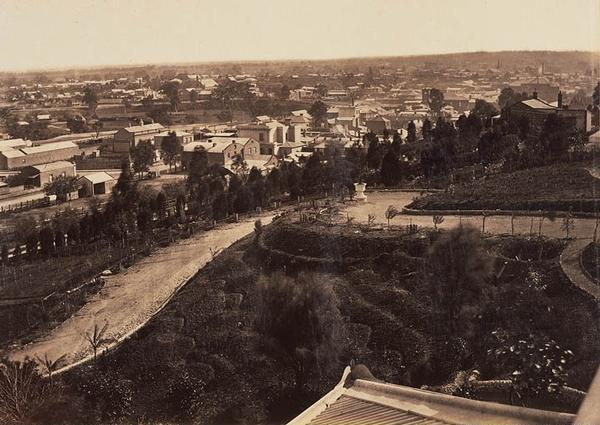
Gawler im Jahr 1869

Gawler wurde im Jahr 1837 von dem Landvermesser William Light entworfen, der die Stadt nach dem zweiten Governor der Kolonie South Australia George Gawler benannte. Mit John Reid ließ sich im Februar 1839 der erste Siedler in der Nähe des North Para Rivers nieder. Bis zum Ende des Jahres wurde Reids Anwesen zu einem beliebten Rastplatz sowohl für Siedler auf dem Weg in Richtung Norden, als auch für Schafzüchter, die ihre Herden von New South Wales nach Adelaide trieben.
Ende 1842 befanden sich lediglich ein paar Hütten auf dem Gebiet von Gawler, als man in Kapunda, etwa 40 km nördlich, und etwas später auch in Burra, etwa 100 km nördlich, reiche Kupfervorkommen entdeckte. Mit dem Ausbau der Minen stieg der Verkehr und damit die Bedeutung der Stadt rapide an. Im Jahr 1848 bestand die Stadt bereits aus 60 Häusern und etwa 300 Menschen. Bis zum Ende des 19. Jahrhunderts wurde Gawler vor allem durch seine Getreidemühlen und den Bau von Dampflokomotiven bekannt.

## Töchter und Söhne der Gemeinde
- E. H. Coombe (1858–1917), Journalist und Politiker
- Samuel Bruce Rudall (1859–1945), Politiker
- John Lyons (1863–1927), Cricketspieler
- Reginald Rudall (1885–1955), Politiker
- Gabe Bywaters (1914–2004), Politiker
- Brenton Langbein (1928–1993), Geiger, Dirigent und Komponist
- John Dawkins (* 1954), Politiker
- Lisa Martin-Ondieki (* 1960), Langstreckenläuferin
- Justin Kurzel (* 1974), Filmregisseur und Drehbuchautor
- Callum Scotson (* 1996), Radsportler